# Los bailarines
Los bailarines es uno de los 56 relatos cortos sobre Sherlock Holmes escrito por Arthur Conan Doyle. Fue publicado originalmente en The Strand Magazine y posteriormente recogido en la colección El regreso de Sherlock Holmes.

## Argumento
Holmes y Watson  reciben la visita de Hilton Cubitt, un hidalgo campesino al que Watson describe con estas palabras: "Alto, rubicundo, completamente afeitado, cuyos claros ojos y colorados carrillos pregonaban que su poseedor vivía lejos de las nieblas de Baker Street." El "smog" o niebla londinense era una desagradable característica de la capital inglesa, producto de las chimeneas domésticas de carbón. Tras la prohibición de éstas, la niebla desapareció de Londres.
Durante su visita, Cubitt expresa su preocupación por el estado de su joven esposa, muy alterada tras la recepción de unos extraños jeroglíficos en su residencia Riding Thorpe Manor, de Norfolk:
El misterio que rodea el pasado de su esposa, y que él se comprometió a respetar, entorpece la aclaración del nerviosismo y la inquietud de la señora Cubitt. Holmes tranquiliza a Hilton Cubitt y le promete su ayuda una vez termine un caso delicado que está resolviendo. Cuando corre en ayuda de Cubitt, alarmado por el significado de los jeroglíficos una vez desentrañados, se encuentra con que Cubitt ha muerto y su esposa está gravemente herida tras un intento de suicidio. Gracias a la ayuda de Wilson Hargreave, de la policía de Nueva York, Holmes logrará descubrir el pasado de Elsie Patrick, la joven señora de Cubitt, y detener al malvado Abe Slaney, el más peligroso de Chicago, causante de la muerte del pobre Hilton Cubitt. La pena de muerte conmutada por la de trabajos forzados será el merecido castigo para el malvado Slaney.

## Análisis
Watson sitúa el relato al año siguiente de las fiestas del jubileo, o sea, en 1899, con el inicio de la guerra de los bóeres y el país convulsionado por el paro y la pobreza. Pero nada de eso se trasluce en las aventuras del detective del 221-B de Baker Street, que sigue imperturbable con sus complicados casos y sus extraños experimentos de química.

## Adicional
Este capítulo o relato también ha sido traducido como "Los Monigotes". 
- La Aventura de los Bailarines.
- La Aventura de los Monigotes.